# Wirzweli
Wirzweli ist ein auf 1226 m ü. M. über dem Engelbergertal gelegener Weiler der Gemeinde Dallenwil im Kanton Nidwalden in der Schweiz. Er befindet sich auf einer Terrasse, rund 700 Meter über dem Talboden, im Rücken des Stanserhorns (1898 m ü. M.).

## Verkehrsanbindung
Wirzweli ist ab Dallenwil mit der Luftseilbahn oder mit dem Auto über die Ächerlipassstrasse erreichbar.
In Wirzweli steht ein kleines Feriendorf mit Restaurants, einer Sommerrodelbahn und einem Kinderspielplatz im Sommer. Im Sommer ist Wirzweli ein Wandergebiet, im Winter hat es einen Skilift und einen Kinderschlepplift; ohne Talabfahrt.
Zwischen Wirzweli und der 1579 m ü. M. hohen Gummenalp, einem weiteren Ausgangspunkt für Wanderungen, verkehrt eine Luftseilbahn.

## Bergkapelle Wirzweli
In den 1970er Jahren hatten Bewohner von Wirzweli das Bedürfnis nach einem Ort für religiöse Anlässe. Am 10. Februar 1979 wurde die Vereinigung Oekumenische Bergkapelle Wirzweli als Trägerverein gegründet. Mit Hilfe von Spenden konnte die schlichte Bergkapelle Wirzweli gebaut und am 14. September 1980 eingeweiht werden.
Von Anfang an war der Vereinigung wichtig, dass die Trägerschaft ökumenisch ist. Primäre Partnerkirchen sind die Römisch-katholische Landeskirche des Kantons Nidwalden und die Evangelisch-Reformierte Kirche Nidwalden. Seit 2021 gehört auch die Christkatholische Kirchgemeinde Luzern, der der Kanton Nidwalden als Diasporagebiet zugeordnet ist, dem Trägerverein an.